# Грецька епіграфіка

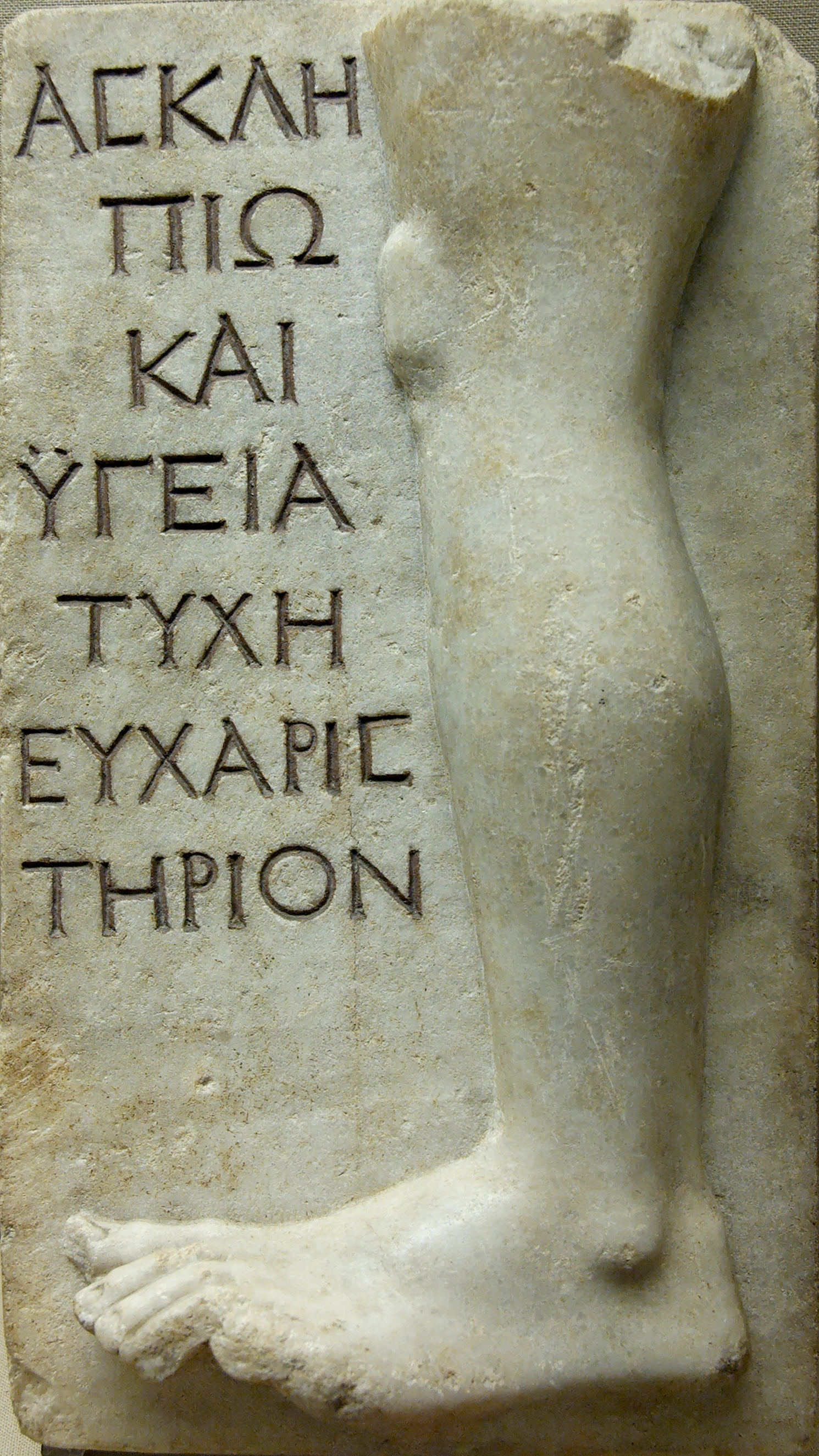
Присвятний рельєф в подяку за зцілення хворої ноги, мармур, бл. 100–200 до н. е.

Грецька епіграфіка (грец. ἐπὶ γράφειν; лат. Epigrafia greca) — спеціальна історична і археологічна дисципліна, що вивчає, каталогізує і перекладає античні грецькі висічені написи.

## Походження написів
На відміну від написів Стародавнього Сходу, грецькі написи зазвичай є цілком самостійними текстами, а не супроводжують зображення описуваних подій. Як виняток — власні імена та інші пояснювальні приписки на надгробних рельєфах, розписаних вазах тощо.

## Зміст написів
За змістом грецькі написи можна розділити на офіційні і приватні.
Офіційні
До цієї групи відносять закони, постанови народних зборів, урядових колегій та осіб, договори, фінансові та інші звіти, документи на володіння землею, про відпущення на волю рабів, заповіти, заставні записи, судові рішення тощо.
Приватні
Це надгробні написи (в яких, втім, іноді є пункти офіційного характеру, наприклад, призначення штрафу за пограбування гробниці), присвяти, написи художників, поетичні твори тощо.

## Значення написів
Написи — це пам'ятки, що дають різноманітний матеріал для вивчення історії та побуту. Завдяки ним були висвітлені окремі розділи політичної історії, хронології, релігійного та юридичного побуту, історії мистецтва та ін., про які нічого або майже нічого не було відомо від давніх авторів. Так, в Афінах зберігся державний архів у вигляді написів, який розповідає про історію державного господарства Афін (Бек, «Die Staatshaushaltung der Athener», 3 вид. Берл., 1886), а також історію її союзної і зовнішньої політики. Завдяки вивченню написів архіву, стали відомими списки платежів, що були покладені у вигляді данини на союзників Афін, звіти фінансових та інших магістратів, архів морського арсеналу, звід театральних дідіскалій, інвентар найголовніших афінських храмів.

## Лапідарні написи античних держав Північного Причорномор'я
Термін "лапідарний" походить від лат. слова lapidarius, що в перекладі означає каменотес, різник по каменю. Лапідарними написами античних держав Півн. Причорномор'я археологи й історики називають вирізьблені на мармурі та вапнякові, здебільшого давньогрецькою, рідше – латинською мовами, різноманітні декрети, закони, присяги, міждержавні угоди, присвяти богам, почесні й будівельні написи, каталоги переможців на спортивних змаганнях, а також епітафії, що знайдені в містах, поселеннях і некрополях Боспора Кімерійського, Ольвії, Херсонеса Таврійського, Тіри й ін. античних полісів. Найважливіші серед них є особливо цінними для вивчення політ. й екон. історії та держ. устрою античних держав Північного Причорномор'я, це: декрети на честь Протогена, Каноба, Каллініка й Антестерія з Ольвії, херсонеські присяга і декрети на честь полководця Діофанта та місц. історика Сіріска, офіц. листування боспорських царів з Херсонесом Таврійським і римськими властями.
Тексти цих написів опубл. зокрема, у виданнях: "Inscriptiones antiquae orae septentrionalis Ponti Euxini Graecae et Latinae. Petropoli" (1916); "Корпус боспорских надписей" (М.–Л., 1965); "Надписи Ольвии" (Л., 1968).
В археологічних фондах Херсонського обласного краєзнавчого музею зберігається унікальна колекція лапідарних пам'яток з Музею старожитностей Понту Скіфського у Кишиневі.

## Давньогрецька мова і абетка
Написи — достовірні документи з історії грецького письма і абетки. З цієї точки зору їх ґрунтовно вивчав Адольф Кирхгоф (A. Kirchhoff, «Studien zur Geschichte des griechischen Alphabets», 1887, 4-е изд.).
Дослідження написів приводить до висновку про дві основні групи абеток: східну і західну, що різко відрізняються одна від одної зображенням знаків χ і ψ. У східних абетках ці знаки = χ і ψ в західних — ξ і χ.
Грецька абетка — це, власне, фінікійська, розширена кількома знаками і пристосована до грецької фонетики. Запозичення відбулось в VII чи VIII ст. до н. е., і можна з великою ймовірністю віднести перше знайомство греків з фінікійською абеткою приблизно до Х ст. до н. е.
Форми літер в найдавніших грецьких написах дуже нагадують літери з напису царя Меша. Навіть напрямок письма був спочатку такий, як у семітів — справа наліво, порядок і назви букв — ті ж, що в семітських абетках. Все це робить вельми сумнівними самостійне зародження писемності в Греції мікенської доби або походження звідси самої фінікійської абетки, що намагався довести Еванс («Journal of Hell. Stud.», XIV, p. 270 і окремо: «Cretan pictographs and praephoenician script.», Л. — Нью-Йорк, 1895). Відкриті ним ідеографічні письмена на Криті, так само як і силабічне письмо Кіпру, знаходяться поки окремо від загального розвитку грецького письма.
Окрім згаданих двох головних груп можна ще виділити безліч підгруп абеток, що збігаються зі шляхами колонізації, торгівлі тощо. Так, наприклад, халкідська абетка була прийнята і в більшості колоній Халкіди. Приблизно на межі V і IV ст. до н. е. локальні абетки в усіх грецьких державах поступаються місцем іонійській. В Афінах вона була офіційно прийнята в 403–402 рр.
Точними спостереженнями за формами літер в датованих написах для грецьких написів спеціальна встановлена палеографія, завдяки якій можна досить точно визначати час походження навіть таких написів, які не повідомляють про це своїм змістом, мовою, формулами і так далі.

## Дослідження
- Meisterhans спеціально досліджував з граматичної точки зору аттичні написи («Grammatik der attischen Inschriften», Б., 1888, 2 вид.),
- Август Фік — грецьку ономатологію («Griechische Personennamen», 1874) тощо.

Збірки діалектичних написів:
- Р. Cauer, «Delectus inscriptionum Graecarura propter dialectum memorabilium» (Лпц., 1883, 2-е вид.);
- H. Collitz (та ін.), «Sammlung der griech. Dialekt-Inschriften» (Геттінг., з 1884 р.; не закінчене).

Складання повного зводу епіграфічних джерел взяла на себе Берлінська академія. Звід був виданий (ред. Бека, J. Franz, E. Curtius і Кірхгофа) «Corpus Inscriptionum Graecarum» (Inscriptiones Graecae, 1828—77), але на момент свого закінчення вже застарів.